# Nous ne sommes pas seuls (film)
Pour l’article homonyme, voir Nous ne sommes pas seuls.

Nous ne sommes pas seuls (We Are Not Alone) est un film américain réalisé par Edmund Goulding et sorti en 1939.

## Synopsis
Dans une petite ville anglaise en 1914, le Dr David Newcome accueille Leni, une jeune femme en difficulté, comme gouvernante de son fils Gerald. Les rumeurs vont bon train et l'épouse du médecin, Jessica, commence à soupçonner la gouvernante d'intentions malveillantes, la conduisant finalement à déménager jusqu'à ce que Leni la quitte. Peu de temps après, Gerald casse accidentellement un flacon de pilules et les remet dans un autre flacon. Lorsque Jessica prend les pilules par erreur et en meurt, David et Leni se retrouvent accusés.

## Fiche technique
- Réalisation : Edmund Goulding
- Scénario : James Hilton (roman et scénario), Milton Krims (scénario)
- Producteur exécutif  : Hal B. Wallis
- Producteur associé : Henry Blanke
- Photographie : Tony Gaudio
- Montage : Warren Low
- Musique : Max Steiner
- Genre : Drame[3].
- Production : First National Pictures
- Distributeur : Warner Bros.
- Durée : 112 minutes
- Date de sortie : 
  - États-Unis : 25 novembre 1939

## Distribution
- Paul Muni : Dr David Newcome
- Jane Bryan : Leni Krafft
- Flora Robson : Jessica Newcome
- Raymond Severn : Gerald Newcome
- Una O'Connor : Susan
- Henry Daniell : Sir Ronald Dawson
- Montagu Love : Major Millman
- James Stephenson : Sir William Clintock
- Stanley Logan : Sir Guy Lockhead
- Cecil Kellaway : le juge
- Alan Napier : Archdeacon
- Eily Malyon : la femme d'Archdeacon
- Douglas Scott : Tommy Baker
- Crauford Kent : Dr. Stacey
- Billy Bevan : Mr. Jones
- Holmes Herbert : l'inspecteur de police
- John Powers : Charley
- Colin Kenny : George
- Ethel Griffies : Mrs. Raymond
- Olaf Hytten : Mr. Clark (non crédité)

## Réception
Frank Nugent écrit à propos du film dans The New York Times : « We Are Not Alone apparaît comme un film d'une tendresse et d'une beauté rares, compatissant et grave, possédant avant tout la qualité de la sérénité... l'un des films les mieux écrits de l'année, l'un des mieux réalisés et, bien sûr, l'un des plus brillamment joués » 